# Nikita Josephine Parris
Nikita Josephine Parris (Toxteth, 10 de març de 1994) és una futbolista professional anglesa que juga com a davantera al Manchester United FC de la Super League i a la selecció d'Anglaterra. Anteriorment va jugar a l'Olympique de Lió, Manchester City i Everton.
Del 2018 al 2020, Parris va mantindre el rècord com a màxima golejadora de tots els temps a la Superlliga femenina. Amb l'Olympique Lyonnais, Parris va guanyar la UEFA Women's Champions League 2019-20, la Copa de França 2020, el Trophée des Championnes 2019 i la Copa Internacional de Campions Femenina 2019. Amb el Manchester City, va guanyar el títol de lliga del 2016, la Super League femenina 2016 i 19, així com la FA Cup femenina 2016-17 i 2018-19.
Amb Anglaterra, Nikita Parris va ajudar a la selecció nacional a arribar a les semifinals de l'Eurocopa 2017 i a un quart lloc a la Copa Mundial Femenina de la FIFA 2019. Els seus sis gols durant la classificació per a la Copa del Món van servir per a assegurar la participació d'Anglaterra en primera posició d'entre les nacions de la UEFA. Va ajudar a Anglaterra a guanyar la seua primera SheBelieves Cup el 2019.
Parris va ser nomenada la Futbolista Femenina de l'Any de la FWA el 2019. Va ser inclosa a llista de The Guardian de les 100 millors futbolistes del món el 2018 i el 2019.